# Brookea
Brookea é um género botânico pertencente à família Plantaginaceae. Tradicionalmente este gênero era classificado na família das Scrophulariaceae.

## Espécies
- Brookea albicans
- Brookea auriculata
- Brookea dasyantha
- Brookea tomentosa